# Éguilly
 Éguilly  là một xã ở tỉnh Côte-d'Or trong vùng Bourgogne-Franche-Comté, phía đông nước Pháp. Xã Éguilly nằm ở khu vực có độ cao trung bình 353 mét trên mực nước biển.